# Tito Jackson
Toriano Adaryll „Tito” Jackson (Gary, Indiana, 1953. október 15. – 2024. szeptember 15.) amerikai énekes és gitáros, a The Jackson 5 tagja; a harmadik testvér a Jackson családban.

## Karrierje
Tito volt az apja, Joseph kedvence, ennek ellenére sokáig rejtegette zenei tehetségét a szigorú Joseph elől. Mikor Joseph dolgozott, Tito gyakran játszott apjuk gitárján, ami tilos volt neki; testvérei énekeltek és táncoltak. Mikor Tito véletlenül elszakított egy húrt a gitáron, kiderült, hogy hozzányúlt a hangszerhez, Joseph azonban nem büntette meg, hanem, miután meggyőződött a fiúk tehetségéről, megalakította a The Jackson Brothers együttest, aminek a három legidősebb fiú, Jackie, Tito és Jermaine voltak a tagjai. Végül Marlon és Michael is csatlakoztak a csapathoz, ami The Jackson 5 néven indult el a világhírnév felé 1966-ban. A Motown kiadó azonban nem engedte sem Titónak, sem a basszusgitáron játszó Jermaine-nek, hogy gitározzon az együttesben, erre csak azután lett lehetőségük, hogy kiadót váltottak.
1978-as, nagy sikerű Destiny albumuk megjelenése után Tito is elkezdett dalokat írni az együttesnek ezt követő albumaikra, a Triumphra és a Victoryra. Tito volt a szólóénekes a We Can Change the World című dalban és több hangszert is játszott, ezenkívül azonban főleg csak háttérvokálokat biztosított. A Victory turné után Michael és Marlon is kilépett a csapatból.
Tito 1985-ben más családtagokkal együtt énekelt a We Are the World című jótékonysági dalban. Énekelt, de nem gitározott a The Jacksons utolsó albumán, a 2300 Jackson Streeten is, amelyen minden Jackson családtag énekelt La Toya kivételével. Az első dal előtt hallható narrációt is ő mondta.
Tito minden testvérével dolgozott együtt. Közreműködött Rebbie Centipede (1984) és Reaction (1986), Jermaine Let Me Tickle Your Fancy (1982) és Dynamite (1984), La Toya My Special Love (1981) és Heart Don’t Lie (1984), valamint Janet Dream Street (1984) című albumán.

## Családi élete

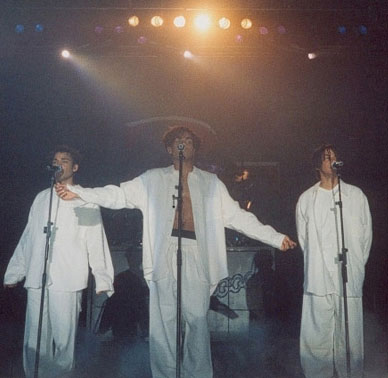
Taryll, TJ, Taj Jackson.

Tito 1972. június 17-én vette feleségül Delores „DeeDee” Martest, akitől három fia született. 1988-ban elváltak, és DeeDee 1994-ben meghalt. Három fiuk van, akik a 3T együttes tagjai:
- Toriano Adaryll „Taj” Jackson II (1973. augusztus 4.)
- Taryll Adren Jackson (1975. augusztus 8.)
- Tito Joseph „TJ” Jackson (1978. július 16.)

Tito unokája TJ fia, Royalty.
2008 nyarán a Jackson család, köztük Tito hat hetet az angliai Devonban, Appledore településen töltött, ahol házat kerestek. A Channel 4 dokumentumfilmet forgatott erről The Jacksons are Coming („Jönnek Jacksonék”) címmel, amit 2008-ban mutattak be.

## Diszkográfia
Lásd még: The Jackson 5-diszkográfia.
Tito egyetlen szólóalbuma 2003-ban jelent meg I Gotta Play címmel. Ő az utolsó Jackson testvér, aki szólóalbumot adott ki. Kislemezei nem jelentek meg és slágerlistás helyezést sem ért el.

## További információ
- Hivatalos oldal
- Tito Jackson a Facebookon
- Tito Jackson a PORT.hu-n (magyarul)
- Tito Jackson az Internet Movie Database-ben (angolul)
- Tito Jackson a Rotten Tomatoeson (angolul)